# Étangsort
L'Étangsort est une rivière française qui coule dans le département de la Sarthe. C'est un affluent de la Veuve en rive gauche, donc un sous-affluent de la Loire par la Veuve, puis le Loir et enfin par la Maine.

## Géographie
L'Étangsort prend naissance au niveau de la limite entre les communes de Bouloire et de Maisoncelles. Son orientation générale va globalement du nord vers le sud. Son cours se déroule parallèlement à celui du Tusson, qui coule plus ou moins cinq kilomètres plus à l'est. Il finit, de cette manière, par se jeter dans la Veuve (rive gauche) à Courdemanche.

## Communes traversées
Les communes traversées par l'Étangsort sont (d'amont en aval) : Bouloire, Maisoncelles, Tresson, Sainte-Osmane, Montreuil-le-Henri, Saint-Georges-de-la-Couée et Courdemanche, toutes faisant partie du département de la Sarthe.

## Hydrologie
L'Étangsort est une rivière à soubresauts modérés, à l'instar de ses proches voisines, la Veuve et le Tusson. Son débit a été observé durant 14 ans (1994-2007), à Courdemanche, localité du département de la Sarthe située au niveau de son confluent avec la Veuve. La surface ainsi étudiée est de 57 km2, soit la totalité du bassin versant de la rivière.
Le module de la rivière à Courdemanche est de 0,34 m3/s.
L'Étangsort présente des fluctuations saisonnières de débit peu marquées, comme c'est souvent le cas des affluents du Loir. Les hautes eaux se déroulent en hiver et se caractérisent par des débits mensuels moyens allant de 0,513 à 0,685 m3/s, de décembre à mars inclus (avec un maximum en janvier). À partir du mois de février cependant, le débit diminue progressivement, et cette baisse se poursuit tout au long du printemps, jusqu'aux basses eaux d'été qui ont lieu de fin juin à début octobre, entraînant une  baisse du débit mensuel moyen allant jusqu'à 0,145 m3/s au mois d'août, ce qui reste fort consistant. Mais ces moyennes mensuelles ne sont que des moyennes et cachent des fluctuations bien plus prononcées sur de courtes périodes ou selon les années.
Aux étiages, le VCN3 peut chuter jusque 0,063 m3/s (63 litres), en cas de période quinquennale sèche, ce qui n'est nullement sévère pour un aussi petit cours d'eau.
Quant aux crues, leur importance est modérée, compte tenu de la petitesse du bassin versant. Les QIX 2 et QIX 5 valent respectivement 5,2 et 8 m3/s. Le QIX 10 est de 9,8 m3/s, le QIX 20 de 12 m3/s, tandis que le QIX 50 n'a pas été calculé faute d'une durée d'observation suffisante.
Le débit instantané maximal enregistré à Courdemanche a été de 10,4 m3/s le 13 janvier 2004, tandis que la valeur journalière maximale était de 6,71 m3/s le même jour. Si l'on compare la première de ces valeurs à l'échelle des QIX de la rivière, l'on constate que cette crue n'était pas d'ordre vicennal.
L'Étangsort est une rivière relativement peu abondante. La lame d'eau écoulée dans son bassin versant est de 188 millimètres annuellement, ce qui est nettement inférieur à la moyenne d'ensemble de la France, et aussi à la moyenne du bassin de la Loire (plus ou moins 245 millimètres) et de la Mayenne (297 millimètres) ou de la Sarthe (201 millimètres - sans le Loir) par exemple. C'est cependant largement supérieur au bassin du Loir (129 mm). Le débit spécifique (ou Qsp) atteint 6,0 litres par seconde et par kilomètre carré de bassin.